# Classe El Moudarib
La classe El Moudarib est une classe de patrouilleurs, petits navires de guerre, dans la marine algérienne.
Ils sont construits en Chine.

## Présentation
Les El Moudarib sont des navires de fabrication chinoise, basé sur le modèle de Corvette anti-sous-marins de type Hainan Type 037, sauf qu'il dispose de deux cabines de pilotages superposées pour la formation des équipages pour la navigation. Ils furent livrés entre avril 1990 et juillet 1991.
Sept navires de ce type sont utilisés par la Marine nationale dans le rôle de la formation mais aussi pour les patrouilles et la surveillance maritime. Ils permettent la formation de 25 hommes d'équipage en même temps.
Ils sont armés de 2 mitrailleuses doubles de 14,5 × 114 mm avec rayon d'action de 1 400 milles nautiques à la vitesse de 14 nœuds. Ils peuvent atteindre une vitesse de 24 nœuds.

## Navires de la classe El Moudarib

### El Moudarib I(251)
- Dates
  - Sur cale :
  - Lancement :
  - Mise en service : mars 1990
  - Parcours :
  - Date retrait :
  - Fin de vie :

### El Moudarib II(252)
- Dates
  - Sur cale :
  - Lancement :
  - Mise en service : mars 1990
  - Parcours :
  - Date retrait :
  - Fin de vie :

### [El Moudarib III(253)
- Dates
  - Sur cale :
  - Lancement :
  - Mise en service : mars 1990
  - Parcours :
  - Date retrait :
  - Fin de vie :

### El Moudarib IV(254
- Dates
  - Sur cale :
  - Lancement :
  - Mise en service : janvier 1991
  - Parcours :
  - Date retrait :
  - Fin de vie :

### El Moudarib V(255)
- Dates
  - Sur cale :
  - Lancement :
  - Mise en service : janvier 1991
  - Parcours :
  - Date retrait :
  - Fin de vie :

### El Moudarib VI(256)
- Dates
  - Sur cale :
  - Lancement :
  - Mise en service : juillet 1991
  - Parcours :
  - Date retrait :
  - Fin de vie :

### El Moudarib VII(257)
- Dates
  - Sur cale :
  - Lancement :
  - Mise en service : juillet 1991
  - Parcours :
  - Date retrait :
  - Fin de vie :